# Luigi Tosi (Bischof)

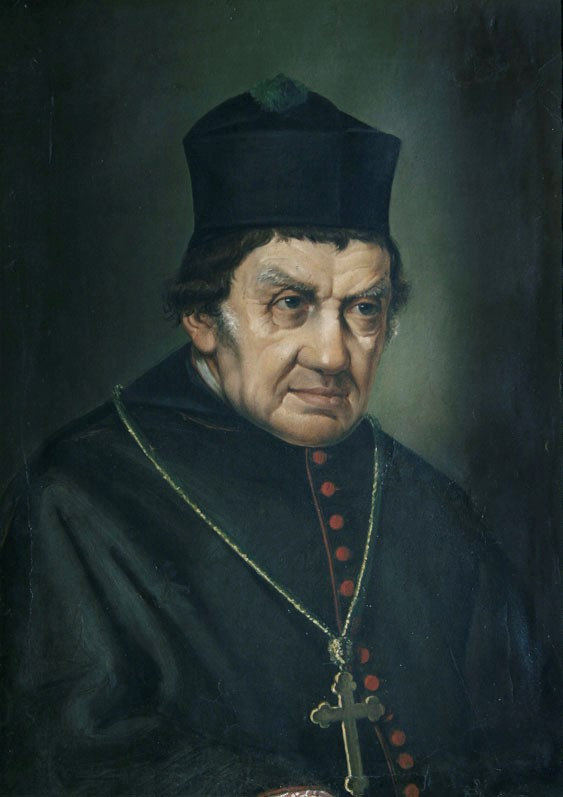
Bischof Luigi Tosi (Ölgemälde von Antonio Introini)

Luigi Tosi (* 6. Juli 1763 in Busto Arsizio; † 13. Dezember 1845 in Pavia) war ein italienischer Geistlicher.
Tosi stammte aus einer Adelsfamilie der Bustocca. Er studierte Philosophie und Theologie in Pavia und Mailand.
Tosi wurde am 29. Mai 1790 zum Priester für das Erzbistum Mailand geweiht. Am 2. Februar 1822 wurde er als Bischof von Pavia benannt und am 16. Mai 1823 von Papst Pius VII. bestätigt. Am 18. Mai 1823 weihte Francesco Saverio Maria Felice Castiglioni, der spätere Papst Pius VIII., ihn zum Bischof. Mitkonsekratoren waren Giovanni Giacomo Sinibaldi, Präsident der Päpstlichen Diplomatenakademie, und Faustino Zucchini, Titularerzbischof von Laodicea in Phrygia.